# Caminho de ferro de Gornergrat
O Caminho de ferro de Gornergrat também conhecida por Linha de Gornergrat (em alemão:  Gornergrat Bahn SA (GGB)) é uma linha de caminho de ferro pertencente à Gornergratbahn e que explora a ligação Zermatt-Gornergrat de onde se acede facilmente ao Maciço do Monte Rosa. Em Zermatt, a estação que fica a 1 604 m de altitude, escontra-se junto à da Linha Matterhorn-Gotthard.
A Brigue-Viège-Zermatt (BVZ) fusionou em 2001 com a Furka-Oberalp para dar origem à  Linha Matterhorn-Gotthard.

## História
Depois da abertura da Brigue-Viège-Zermatt (BVZ) em 1891 foram tomadas medidas para se abrir uma outra linha em direcção do Monte Rosa, e daí apareceu esta linha que foi aberta em 1898.
Só a partir do fim da Primeira Guerra Mundial é que se começou a funcionar todo o ano, já que anteriormente só funcionava de Verão e até a localidade de Riffelboden, pelo que foi preciso a partir de 1939 fazerem-se protecções para-avalanche, e em 1942 os comboios a vapor puderam fazer a totalidade do percurso depois da abertura de uma galeria para-avalanche com 770 m.

## Características
Linha de via única com 9,34 Km de cumprimento, a Linha de Gornergrat, está  electrificada, tem bitola métrica, é equipada de cremalheira Sistema Abt e tem um desnível máximo de de .

### Material circulante
| Números   | Imagem | Notação | Ano       | Notas |
| --------- | ------ | ------- | --------- | --- |
| 3001/3003 |        | He 2/2  | 1898      | Unidade 3002 preservada e em exposição em Stalden |
| 3015      |        | Dhe 2/4 |           | Vagão de bagagem, reconstruído do vagão irmão para a 3019-3022 |
| 3017      |        | Xhe 2/4 |           | Veículo de manutenção da via reconstruído do veículo irmão 3019-3022. Possui re-trilhador e equipamento anti-congelamento para a fiação aérea                                   |
| 3019-3022 |        | Bhe 2/4 | 1947-1961 | Unidades de veículos simples restando somente 4 de uma longa classe (3011-3022), outros dois veículos desta classe foram reconstruídos (3015/3017) e o restante foi desmanchado |
| 3041-3044 |        | Bhe 4/8 | 1965-1975 | Unidade dupla |
| 3051-3054 |        | Bhe 4/8 | 1993      | Unidade dupla |
| 3061-3062 |        | Bhe 4/4 | 1981      | Veículos multiuso podendo ser para passageiros ou serviços |
| 3081-3084 |        | Bhe 4/6 | 2006      | Piso baixo, duas seções articuladas. |